# Флаги Алтайского края
Список флагов муниципальных образований Алтайского края Российской Федерации.
На 1 января 2020 года в Алтайском крае насчитывалось 717 муниципальных образований — 10 городских округов, 59 муниципальных районов, 7 городских и 641 сельское поселение.

## Флаги городских округов
| Флаг | Наименование                                     | Дата утверждения | Номер в ГГР |
| ---- | ------------------------------------------------ | ---------------- | ----------- |
|      | Флаг муниципального образования города Барнаула  | 16 ноября 1995   | не внесён   |
|      | Флаг муниципального образования город Белокуриха | 11 мая 2007      |             |
|      | Флаг городского округа ЗАТО Сибирский            | 23 июня 2010     | 6269        |

| Флаг | Наименование                                    | Дата утверждения | Номер в ГГР |
| ---- | ----------------------------------------------- | ---------------- | ----------- |
|      | Флаг муниципального образования город Славгород | 27 февраля 2018  |             |
|      | Флаг муниципального образования город Яровое    | 19 ноября 2012   | 8015        |

## Флаги муниципальных районов
| Флаг       | Наименование                                                | Дата утверждения | Номер в ГГР |
| ---------- | ----------------------------------------------------------- | ---------------- | ----------- |
| нет данных | Флаг муниципального образования Алтайский район             |                  |             |
|            | Флаг муниципального образования Ельцовский район            | 22 декабря 2016  | 11229       |
|            | Флаг муниципального образования Завьяловский район          | 24 апреля 2014   |             |
|            | Флаг муниципального образования Змеиногорский район         | 26 октября 2012  |             |
|            | Флаг муниципального образования Красногорский район         |                  |             |
|            | Флаг муниципального образования Немецкий национальный район | 19 мая 2016      | 11015       |
|            | Флаг муниципального образования Первомайский район          | 21 декабря 2009  |             |

| Флаг | Наименование                                          | Дата утверждения | Номер в ГГР |
| ---- | ----------------------------------------------------- | ---------------- | ----------- |
|      | Флаг муниципального образования Петропавловский район | 16 июня 2009     |             |
|      | Флаг муниципального образования Советский район       | 17 октября 2007  | 10723       |
|      | Флаг муниципального образования Тальменский район     | 22 июня 2019     | 12413       |
|      | Флаг муниципального образования Тюменцевский район    | 22 марта 2007    |             |
|      | Флаг муниципального образования Шелаболихинский район | 13 июля 2005     |             |
|      | Флаг муниципального образования Шипуновский район     | 21 марта 2014    |             |

## Флаги сельских поселений
| Флаг | Наименование                                                                | Дата утверждения | Номер в ГГР |
| ---- | --------------------------------------------------------------------------- | ---------------- | ----------- |
|      | Флаг муниципального образования «Вылковский сельсовет» Тюменцевского района | 23 июля 2008     |             |

## Упразднённые флаги
| Флаг | Наименование                                       | Дата утверждения | Дата отмены     |
| ---- | -------------------------------------------------- | ---------------- | --------------- |
|      | Флаг муниципального образования Ельцовский район   | 9 декабря 2005   | 22 декабря 2016 |
|      | Флаг муниципального образования Первомайский район | 31 октября 2006  | 21 декабря 2009 |